# Adolph Deutsch
Adolph Deutsch (* 20. Oktober 1897 in London; † 1. Januar 1980 in Palm Desert, Kalifornien) war ein britisch-amerikanischer Komponist des Symphonic Jazz und der Filmmusik.

## Leben
Als Sohn deutscher Juden lebte Adolph Deutsch die ersten 13 Jahre seines Lebens in England. Er erhielt als Fünfjähriger Klavierunterricht und wurde 1905 in die Royal Academy of Music aufgenommen. 1910 emigrierte Deutschs Familie in die Vereinigten Staaten, wo Adolph im Jahr 1920 die US-amerikanische Staatsbürgerschaft erhielt. Deutsch verehrte die Dirigenten Thomas Beecham und Arturo Toscanini. Er kam über Paul Whiteman mit dem Jazz in Berührung und arbeitete in den 1920er Jahren als Komponist für dessen Radio- und Konzertprogramme. In den 1930er Jahren wechselte er das Genre; er zeichnete als Arrangeur für einige noch heute bekannte Musicals verantwortlich, darunter George Gershwins Pardon my English und Irving Berlins Thousand Chers. Der Hollywood-Produzent Mervyn LeRoy engagierte Deutsch im Jahr 1937 bei Warner Bros. Entertainment und verhalf dem Komponisten noch im selben Jahr zu seiner ersten Filmkomposition – dem Filmdrama They Won't Forget. Deutsch blieb zunächst bei Warner Bros. und schrieb bis 1946 die Filmmusiken zu über 50 Spielfilmen. Nach einem zweijährigen Ausflug in die Welt des Radios, wo er von 1946 bis 1947 die von Hedda Hopper moderierte Show This Is Hollywood musikalisch begleitete, nahm Deutsch 1948 einen Vertrag bei Metro-Goldwyn-Mayer wahr. Deutsch bekam jedoch danach nur noch wenige Aufträge, obwohl sein drittletzter Film, Manche mögen’s heiß, 1959 von Regisseur Billy Wilder verfilmt, wohl noch heute sein bekanntester Soundtrack war. Auch fallen in diese Zeit seine fünf Oscar-Nominierungen, wobei er dreimal ausgezeichnet wurde. Auch wurde Deutsch 1961 für den Film Das Appartement für den Grammy Award nominiert.
Deutsch zog sich Anfang der 1960er Jahre aus dem Musikleben zurück. Über sein Privatleben ist lediglich bekannt, dass er mit einer Frau namens Hermina Selz verheiratet war. Er starb an Neujahr 1980 im Alter von 82 Jahren an Herzversagen.

## Filmografie (Auswahl)
- 1929: Artisten (The Dance of Life)
- 1931: Der lächelnde Leutnant (The Smiling Lieutenant) als musikalischer Direktor
- 1937: Mr. Dodd Takes the Air
- 1937: The Great Garrick
- 1938: Im Tal der Giganten (Valley of the Giants)
- 1938: Swing Your Lady
- 1940: Das Ultimatum für Bohrturm L 9 (Flowing Gold)
- 1940: Der Traum vom schöneren Leben (Saturday’s Children)
- 1940: Nachts unterwegs (They Drive by Night)
- 1940: Tropische Zone (Torrid Zone)
- 1941: Agenten der Nacht  (All Through the Night)
- 1941: Entscheidung in der Sierra (High Sierra)
- 1941: Die Spur des Falken (The Maltese Falcon)
- 1941: Herzen in Flammen (Manpower)
- 1942: Unser trautes Heim (George Washington Slept Here)
- 1942: Abenteuer in Panama (Across the Pacific)
- 1942: Der große Gangster (The Big Shot)
- 1942: Die fröhliche Gauner GmbH (Larceny, Inc.)
- 1943: Einsatz im Nordatlantik (Action in the North Atlantic)
- 1943: Blutiger Schnee (Northern Pursuit)
- 1944: Auf Ehrenwort (Uncertain Glory)
- 1944: Die Maske des Dimitrios (The Mask of Dimitrios)
- 1946: Drei Fremde (Three Strangers)
- 1946: Eine Lady für den Gangster (Nobody Lives Forever)
- 1947: Die Farm der Gehetzten (Ramrod) als Orchesterleiter
- 1948: Die unvollkommene Dame (Julia Misbehaves)
- 1948: Liebe an Bord (Luxury Liner)
- 1948: Der Todesverächter (Whispering Smith)
- 1949: Griff in den Staub (Intruder in the Dust)
- 1949: Kleine tapfere Jo (Little Women)
- 1949: The Stratton Story
- 1949: Spiel zu dritt (Take Me Out to the Ball Game)
- 1950: Von Katzen und Katern (The Big Hangover)
- 1950: Vater der Braut (Father of the Bride)
- 1950: Duell in der Manege (Annie Get Your Gun)
- 1950: Stars in My Crown
- 1950: Der Unglücksrabe (The Yellow Cab Man)
- 1950: Liebeslied auf Tahiti (Pagan Love Song)
- 1951: Mississippi-Melodie (Show Boat)
- 1951: Drei auf Abenteuer (Soldiers Three)
- 1952: Die goldene Nixe (Million Dollar Mermaid)
- 1952: Die Schönste von New York (The Belle of New York)
- 1953: Herzen im Fieber (Torch Song)
- 1953: Villa mit 100 PS (The Long, Long Trailer)
- 1953: Vorhang auf! (The Band Wagon)
- 1954: Eine Braut für sieben Brüder (Seven Brides for Seven Brothers)
- 1955: Unterbrochene Melodie (Interrupted Melody)
- 1955: Oklahoma!
- 1955: The Battle of Gettysburg
- 1956: Anders als die anderen (Tea and Sympathy)
- 1956: Anklage: Hochverrat (The Rack)
- 1957: Ein süßer Fratz (Funny Face)
- 1958: Die Heiratsvermittlerin (The Matchmaker)
- 1959: Manche mögen’s heiß (Some Like It Hot)
- 1960: Das Appartement (The Apartment)
- 1961: Geh nackt in die Welt (Go Naked in the World)

## Auszeichnungen
Oscar/Beste Filmmusik
Gewonnen
- 1951: Annie Get Your Gun (zusammen mit Roger Edens)
- 1955: Eine Braut für sieben Brüder (zusammen mit Saul Chaplin)
- 1956: Oklahoma! (zusammen mit Robert Russell Bennett und Jay Blackton)

Nominiert
- 1952: Mississippi-Melodie (zusammen mit: Conrad Salinger)
- 1954: The Band Waggon